# Майстер Теодор
Теодор Антіохійський, відомий як Майстер Теодор (Антіохія, 1155/1158 — 1246) — філософ, астролог, лікар і перекладач. Теодор був сирійським християнином, який здобув освіту в Антіохії та Мосулі. Згодом став придворним астрологом і перекладачем імператора Священної Римської імперії Фрідріха II Гогенштауфена.

## Біографія
Інформація про життя Теодора до появи на заході дана Бар-Ебреєм, який повідомив, що Теодор народився в Антіохії та був християнином арабського походження. Засновник історії медицини Карл Зудгоф вважав, що ймовірніше сицилійське походження майстра, медієвіст Гомер Гаскінс писав про грецьке або єврейське походження. Історик Мікелк Амарі писав про «сицилійське або антіохійське за місцем народження, грецьке або єврейське за національністю» походження Теодора.
Згідно з Книгою Сідрака, написаною між 1270 і 1300 роками, в якій Теодор названий Теодре філософ («Teodre le phylosophe»), він походив з Антіохії. Бар-Ебрей писав, що Теодор («Thādhurī») в Антіохії вивчав сирійську та латинську мови (місто було столицею Латинського Антіохійського князівства) та «деякі старі науки». Потім Теодор вирушив у Мосул, де навчався на курсах знаменитого математика, астронома та лікаря Камалуддіна ібн Юнуса (1156—1242). За словами Бар-Ебрея ці курси були зосереджені на роботах Аль-Фарабі, Авіценни, Евкліда та «Альмагесте» Птолемея. Теодор один раз повертався до Антіохії, але виявивши, що його знань недостатньо, повернувся до Мосула до свого вчителя. Трохи пізніше він вирушив до Багдада, щоб вивчати медицину. Існує припущення, що він викладав деякий час філософію в Єрусалимі, і одним з його учнів був майор Яків ібн Саклан аль-Макдісі («Єрусалимський»).
Спочатку Теодор запропонував свої послуги сельджукському султану Кей-Кубаду I (правив у Коньї від 1220 до 1237 року), але той не виявив великого інтересу. Потім Теодор вступив на службу до Костянтина Пайлу (регент Кілікійської вірменської держави з 1220 до 1226 року, батько Гайтона I). Там Теодор довго не затримався. За власними словами Теодора, його відправили до Фрідріха халіфом (ймовірно, султаном Єгипту) до 1236 року. Він приєднався до посла імператора Фрідріха II, який повертався до Італії, і залишився при дворі імператора. У 1230 році Теодора призначили радником короля як астролога, провісника та лікаря. При дворі Фрідріха його почали називати «Майстер Теодор». Незабаром він замінив Майкла Скота, який помер. Згідно з Бар-Ебреєм, Фрідріх з почестями прийняв Теодора і дав йому феод Камаху. Згадка про землі, надані Теодору, також зустрічається в одному з останніх актів імператора, випущеному Фодже у листопаді 1250 року. Цим актом Фрідріх надає одному із придворних землі «Св. Христини та село Пранчанице, які належали майстру Теодору, коли він був живий».
Теодор неодноразово з'являється в реєстрі актів Фрідріха II за роки 1239—1240 (єдиний реєстр, який зберігся). 15 грудня 1239 року імператорське судно зайшло за Теодором у порт Пізи, щоб «Майстер Теодор наш вірний філософ» міг повернутися на Сицилію. 10 лютого 1240 року імператор послав Теодору порожню сторінку зі своєю печаткою, щоб той написав арабською мовою вірчі грамоти двох послів до Тунісу. 12 лютого Фрідріх замовив Теодору сиропи, цукор і фіалки для себе та своїх придворних. У недатованому листі хворому П'єро делла Вінья Теодор повідомляє, що він посилає невелику коробку фіалкового цукру (можливо, Теодор вважав, що фіалковий цукор має деякі лікувальні властивості).
Обставини смерті Теодора у західних джерелах не викладено. Бар-Ебрей залишив опис, згідно з яким філософ, шанований імператором, сумував за своєю країною і своїм народом, але Фрідріх не хотів відпускати його. Одного разу, коли імператор був зайнятий в одному з військових походів, Теодор таємно втік зі своїми слугами та власністю і попрямував до Сен-Жан-д'Акра. Порив вітру привів їх у той порт, де був імператор, і Теодор, через сором, а не страх, отруїв себе. Незрозуміло, наскільки ця історія правдива.

## Особистість і праці
Діяльність Теодора на заході описується у європейських латинських джерелах.
В «Історії домініканського ордену» (l'Histoire de l'ordre des dominicains; приписується зазвичай Бернару Гі та Стефану Саланьякскому), міститься така розповідь: під час облоги Брешії Фрідріхом II у 1238 році його філософ, майстер Теодор, переміг у суперечці кілька домініканців силою своїх філософських аргументів. Коли про це доповіли братові Роланду Кремонскому він, киплячи від обурення, сів на осла, попри свою подагру, і примчав до табору Імператора для порятунку честі ордена. Роланд кинув виклик майстру Теодору, залишивши йому вибір предмета та форми суперечки, і, нібито, осоромив сирійця. Роландіно з Падуї у своїй «Хроніці Тревізської марки» повідомляє, що, коли імператор і його «астролог-майстер Теодор» перебували у Падуї у 1239 році, Теодор спробував прочитати майбутнє по зірках з вершини Торре комунале, але так і не зміг передбачити поразку своєму покровителю.

Теодор мав плідне листування з математиком Леонардо Фібоначчі, який ставився до сирійця з повагою. Фібоначчі називав його «вищим філософом імператорського двору». Теодор кинув виклик Леонардо Фібоначчі, сформулювавши завдання:
| Знайти три цілих числа x, y та z, щоб кожна з трьох сум {\displaystyle x+y+z+x^{2}} {\displaystyle x+y+z+x^{2}+y^{2}} {\displaystyle x+y+z+x^{2}+y^{2}+z^{2}} була квадратом цілого числа. |

Теодор переклав кілька текстів з арабської мови на латинську:
- Введення Ібн-Рушда до його коментаря «Фізики» Арістотеля. Можливо, це сталося у 1239 році при облозі Падуї Фрідріхом[17].

- «Про тварин» (De animalibus) Арістотеля[17].

- Соколиний трактат Моамина (названий латиною «De scientia venandi per aves»)[13]. Популярність Теодора пов'язана з перекладом на латину цього трактату. Однак важко відокремити у латинському тексті вклад Теодора від вкладу імператора, який особисто керував роботою під час облоги Фаенца восени-взимку 1240—1241 років. Лексика трактату, перекладеного Теодором, збігається з лексикою «De arte venandi cum avibus»[2][6].

- «Епістола Теодора філософа імператору Фрідріху» (l'Epistola Theodori philosophi ad imperatorem Fridericum), невеликий трактат про основні правила збереження свого здоров'я — про особисту гігієну. Це єдиний текст Теодора, що зберігся, присвячений медицині. Трактат був опублікований істориком медицини К. Судхоффом[18]. Петро Іспанський згадує «Феодора, лікаря імператора», як свого вчителя у медицині. Теодор пропонував компреси з фіалок як королю, так і П'єтро делла Віньї. У середні століття опис особистої гігієни було серйозним порушенням скромності та моралі, тому майстер Теодор посилався на працю, що приписується Арістотелю[19]. За словами Судхоффа, текст трактату свідчить про повне володіння класичними й арабськими знаннями, він написаний у ясному, майстерному стилі, який навряд чи має рівних серед медичних праць того часу[17].